# Марково (городское поселение Лотошино)
Марково — деревня в Лотошинском районе Московской области России.
Относится к городскому поселению Лотошино, до реформы 2006 года относилась к Монасеинскому сельскому округу. Население — 57 чел. (2010).

## География
Расположена в западной части городского поселения, на левом берегу реки Руссы, примерно в 12 км к западу от районного центра — посёлка городского типа Лотошино. Ближайшие населённые пункты — село Корневское, деревни Монасеино и Дулепово Шаховского района. Автобусное сообщение с райцентром.

## Исторические сведения
В «Списке населённых мест» 1862 года Марково — владельческая деревня 2-го стана Волоколамского уезда Московской губернии по правую сторону Зубцовского тракта (из села Ярополча), в 40 верстах от уездного города, при прудах, с 42 дворами и 426 жителями (206 мужчин, 220 женщин).
В 1890 году в деревне располагалось волостное правление, а число душ мужского пола составляло 201 человек.
Во второй половине XIX века по проекту 1885 года в деревне была сооружена кирпичная часовня в память о короновании Александра III и приписана к церкви в селе Корневском. Часовня не сохранилась.
До 1924 года деревня была центром Марковской волости. Постановлением президиума Моссовета от 24 марта 1924 года Марковская волость была включена в состав вновь образованной Раменской волости.
По материалам Всесоюзной переписи населения 1926 года — центр Марковского сельсовета, здесь проживало 669 человек (315 мужчин, 354 женщины), насчитывалось 112 крестьянских хозяйств.
С 1929 года — населённый пункт в составе Лотошинского района Московской области.
Марковская республика
31 октября 1905 года недовольные бедственным положением крестьяне Марковской волости провозгласили республику со столицей в деревне Марково. Избрали своё правительство и отказались повиноваться распоряжениям властей. Крестьянским союзом был подготовлен текст требований марковских крестьян, который состоял из 12 пунктов и получил название «Приговор».
Республика просуществовала 8 месяцев (по 18 июня 1906 г.), после чего все её организаторы были арестованы и осуждены.

## Население
| 1852 | 1859 | 1926 | 2002 | 2006 | 2010 |
| ---- | ---- | ---- | ---- | ---- | ---- |
| 404  | ↗426 | ↗669 | ↘62  | ↘7   | ↗57  |

## Известные уроженцы
Буденков Николай Алексеевич (род. 1921) — советский учёный-геодезист, преподаватель высшей школы. Доктор технических наук, профессор. Почётный работник высшего профессионального образования Российской Федерации. Заслуженный деятель науки Республики Марий Эл (1997). Участник Великой Отечественной войны.